# Moltiplicazione complessa
In matematica la moltiplicazione complessa (spesso abbreviato con CM, cioè Complex Multiplication) è la teoria delle curve ellittiche che hanno anello degli endomorfismi strettamente più grande di {\displaystyle \mathbb {Z} } ed è anche la teoria delle varietà abeliane che hanno abbastanza endomorfismi in un senso più specifico (informalmente se l'azione dello spazio tangente sull'elemento identità della varietà abeliana è una somma diretta di moduli di dimensione uno).
La moltiplicazione complessa è un tema centrale in teoria algebrica dei numeri poiché permette ad alcune caratteristiche della teoria dei campi ciclotomici di essere riportate a una più ampia area di applicazione.
David Hilbert ha detto di aver osservato che la teoria della moltiplicazione complessa delle curve ellittiche non è solo una delle parti più belle della matematica, ma di tutta la scienza.

## CM per curve ellittiche
L'anello degli endomorfismi di una curva ellittica può essere isomorfo solamente a una delle seguenti tre strutture algebriche: l'anello degli interi {\displaystyle \mathbb {Z} }, un ordine di un campo quadratico immaginario, un ordine in un'algebra di quaternioni su {\displaystyle \mathbb {Q} }. Gli endomorfismi corrispondenti agli elementi di {\displaystyle \mathbb {Z} } sono spesso detti in questo contesto endomorfismi banali, in quanto li hanno tutte le curve ellittiche.
Se il campo su cui è definita la curva ellittica è un campo finito il primo caso non può accadere, quindi tale curva ha sempre moltiplicazione complessa, quindi tale nozione diventa poco significativa e spesso non si usa tale terminologia in questo contesto. I morfismi non banali provengono dall'endomorfismo di Frobenius.
Se il campo su cui è definita la curva ellittica ha caratteristica zero (per esempio {\displaystyle \mathbb {C} } o {\displaystyle \mathbb {Q} } o un generico campo di numeri) allora l'ultimo caso non può accadere e quindi il fatto che una curva ellittica abbia CM è atipico e risulta spesso interessante. Poiché in caratteristica zero l'anello degli endomorfismi di una curva ellittica può essere solo {\displaystyle \mathbb {Z} } o un ordine di un campo quadratico immaginario, se una curva ellittica ha CM vuol dire che ha endomorfismi corrispondenti ad alcuni numeri complessi, precisamente a quelli compresi in tale ordine, e da qui viene l'uso del termine moltiplicazione complessa.

## Esempio
Sia {\displaystyle E} la curva ellittica definita su {\displaystyle \mathbb {C} }
{\displaystyle E:y^{2}=x^{3}-x}
allora l'anello degli endomorfismi  di {\displaystyle E} è isomorfo a l'anello degli interi di Gauss {\displaystyle \mathbb {Z} [i]} dove l'endomorfismo {\displaystyle [n]}, con {\displaystyle n} in {\displaystyle \mathbb {Z} }, è la somma di un punto con se stesso {\displaystyle n} volte secondo la legge di gruppo della curva se {\displaystyle n} è positivo e dell'opposto del punto se {\displaystyle n} è negativo, e l'endomorfismo {\displaystyle [i]} è definito da
{\displaystyle [i]:(x,y)\mapsto (-x,iy)}
Quindi {\displaystyle E} ha CM e ogni suo endomorfismo è della forma {\displaystyle [m]+[n]\circ [i]}, con {\displaystyle m} e {\displaystyle n} interi.
Il precedente esempio funziona se {\displaystyle E} è definita su un qualunque campo {\displaystyle K} con caratteristica diversa da {\displaystyle 2}, ma il morfismo {\displaystyle [i]} è definito se e solo se {\displaystyle i\in K}, in caso contrario {\displaystyle E} non ha CM.